# オンタナール
オンタナール（Hontanar）は、スペイン・カスティーリャ＝ラ・マンチャ州トレド県のムニシピオ（基礎自治体）。

## 地名
「Hontanar」という地名は、ラテン語で「agua de fuente」（泉の水）を意味する「fontana aqua」に由来する「fontana」から派生したとされる。16世紀の記録文書によると、当時この地には4つの泉があったことが分かっている。

## 地理
トレド県のモンテス・デ・トレード郡に属する。シウダ・レアル県のナバス・デ・エステーナと、トレド県内のロス・ナバルモラーレス、ナバエルモーサ、メナサルバス、サン・パブロ・デ・ロス・モンテス、ロス・ナバルシージョスの各自治体と隣接する。
オンタナールは高い山地に囲まれた、深く狭い谷間にある。自治体内を流れる河川としては、トレド山地に発するパサデーロ川とセデーナ川がある。パサデーロ川はタホ川の支流であるがセデーナ川にかつて集落のあったマラモネーダ地区で合流し、またテヘーラ地域の山のふもとを発するオンタナール川は夏季には枯れてしまう。

### 人口
2014年1月1日現在の推計人口は164人。
| オンタナールの人口推移 1900－2014                       |
|                                                         |
| 出典:INE（スペイン国立統計局）1900年 - 1991年、1996年 - |

## 歴史
オンタナールの創設についての正確な日付はわからないが、フェルナンド3世の治世の1243年、ロス・モンテスがトレドに売られたときに、オンタナールの名前が言及されていないので、これ以降のことだとされる。おそらく、衛生問題によってマラモネーダ集落が打ち棄てられた後の14世紀半ばごろだと考えられている。
オンタナールは、1837年に旧モンテス・デ・トレード地域が解体されるまで、同地域に属していた。

## 政治
自治体首長はカスティーリャ＝ラ・マンチャ社会党（Partido Socialista de Castilla-La Mancha、PSCM-PSOE）のリサルド・サンチェス・ムーニョス（Lisardo Sánchez Muñoz）で、自治体評議員は、カスティーリャ＝ラ・マンチャ社会党：4、カスティーリャ＝ラ・マンチャ国民党（Partido Popular de Castilla-La Mancha）：1となっている（2011年5月22日の自治体選挙結果、得票順）。

### 司法行政
オンタナールはトレド司法管轄区に属す。

## 史跡
- マラモネーダ城（Castillo de Malamoneda） - 12世紀－13世紀創建。
- マラモネーダの塔（Torre de Malamoneda）
- マラモネーダ遺跡（Yacimiento arqueológico de Malamoneda）
- サン・アンドレス・アポストル教会（Iglesia de San Andrés Apóstol）